# Gerbillus bottai
Gerbillus bottai је врста глодара из породице мишева.

## Распрострањење
Врста има станиште у Судану и Кенији.

## Угроженост
Подаци о распрострањености ове врсте су недовољни.